# 麻沙镇
麻沙镇，是中华人民共和国福建省南平市建阳区下辖的一个乡镇级行政单位。

## 行政区划
麻沙镇下辖以下地区：
麻沙社区、麻沙村、水南村、梁墩村、竹洲村、留田村、吕屯村、华溪村、江坝村、重历村、扁溪村、新溪村、长坪村、新坪村、七宝村、毛店村、永兴村、杜潭村、溪头村、界首村、交溪村、墩头村、江坊村和大白村。